# Île Shannon
Shannon est une grande île du parc national du Nord-Est du Groenland, située à l'est du Groenland et de Hochstetter Foreland (en). Sa superficie est de 1 259 km2.
Son nom vient d'une expédition polaire de 1823 par Douglas Clavering, qui atteint le territoire grâce à la frégate HMS Shannon de la Royal Navy.